# Tughra
Tughra (osmanisch طغرى / طغرا İA ṭuġra, pl. ṭuġrāwāt, heutige türkische Schreibung tuğra, IPA [tuːra]) ist die Bezeichnung für den Namenszug des osmanischen Sultans, der – vergleichbar der handschriftlichen Unterzeichnung und dem Siegel westlicher Herrscher – handgeschrieben und gemalt, aber auch in Reliefs und mechanisch vervielfältigt, als imperiales Signum des Sultans verwendet wurde.

## Herkunft des Begriffes
Mahmūd al-Kāschgharī nennt im 11. Jahrhundert in seinem Dīwān Luġāt at-Turk („Sammlung der Dialekte der Türken“) den oghusischen Begriff tughragh für das Siegel (ṭābiʿ) und den Namenszug (tawḳīʿ) des oghusischen Herrschers (malik). Die Form tughra kann durch das im Osmanischen gebräuchliche Fallenlassen der gutturalen oghusischen Endung gh erklärt werden. Mahmud al-Kāschgharī kennt auch das Verb tughraghlanmak (bezogen auf ein Dokument bedeutet es, eine Tughragh zu bekommen). Dies entspricht dem von Muhammad al-Makrizi 1270 bezeugten, arabischen tagh-ghara („eine Tughra darauf platzieren“). Über die Etymologie von tughragh sagt Mahmud al-Kāschgharī nur: „wa-lā adrī aslahu“ („seinen [des Wortes tughragh] Ursprung kenne ich nicht“). Danach ist davon auszugehen, dass tughra türksprachlichen Ursprungs ist, ohne dass die primäre Bedeutung bekannt ist.
Weitere etymologische Erklärungen von tughra beziehen sich auf den legendären Vogel tughri oder auf das arabische turra (oberer Rand eines Dokumentes). Auch eine Herkunft von tur-gha(y) („lass es so sein“) oder doghru („Wahrheit“) und eine Verwandtschaft mit tugh, dem Rossschweif als Rangabzeichen der Osmanen, wurden erwogen.

## Text und Gestalt der osmanischen Tughra
In ihrer klassischen Form aus dem 16. Jahrhundert vereint die osmanische Tughra den Namen des osmanischen Herrschers und den seines Vaters mit aus dem Persischen und Mongolischen entliehenen Titeln sowie arabischen Wörtern und bedient sich der arabischen Schrift. Sie kann sowohl der osmanischen als auch der arabischen Kalligrafie zugerechnet werden.
Von der ersten erhalten gebliebenen, schlichten Tughra Orhan Gazis bis zur prachtvollen Tughra Süleymans I. lässt sich eine stete Weiterentwicklung beschreiben. Die Tughras enthalten immer mehr Text und werden, besonders seit Bayezid II., immer kunstvoller ausgestaltet. Gleichzeitig nimmt ihre Größe zu, von etwa 7 cm Breite bei Orhan Ghazi bis etwa 40 cm Breite bei Süleyman I. – entsprechend der Breite der Schriftstücke, in denen sie verwendet wurden. Gemeinsam haben sie, dass die Wörter des Textes nach kalligraphischen Gesichtspunkten über- und ineinander geschrieben werden.
| Herrscher   | Originaler und transliterierter Text der Tughra                                            | Übersetzung                                                  |
| Orhan Ghazi | اورخان بن عثمان / Orḫān b. ʿOs̲mān                                                          | Orhan, Sohn Osmans                                           |
| Bayezid I.  | بايزيد بن مراد خان / Bāyezīd b. Murād Ḫān                                                  | Bayezid, Sohn Khan Murads                                    |
| Murad II.   | مراد بن محمد خان مظفر / Murād b. Meḥemmed Ḫān muẓaffer                                     | Murad, Sohn Khan Mehmeds, siegreich                          |
| Mehmed II.  | محمد بن مراد خان مظفر دائما / Meḥemmed b. Murād Ḫān muẓaffer dāʾimā                        | Mehmed, Sohn Khan Murads, immer siegreich                    |
| Selim I.    | سليم شاه بن بايزيد خان المظفر دائما / Selīm-şāh b. Bāyezīd Ḫān el-muẓaffer dāʾimā          | Schah Selim, Sohn Khan Bayezids, der immer Siegreiche        |
| Süleyman I. | سليمان شاه بن سليم شاه خان المظفر دائما / Süleymān-şāh b. Selīm-şāh Ḫān el-muẓaffer dāʾimā | Schah Süleyman, Sohn Schah Khan Selims, der immer Siegreiche |

Tughras werden von rechts unten nach links oben gelesen, kleine Brüche in der Abfolge sind aber möglich.
Der entflochtene Text der Tughra Süleymans I.
Die Tughras der nachfolgenden Sultane unterscheiden sich vom Standard der Süleyman’schen Tughra lediglich dadurch, dass die Titel şāh und ḫan dem Vater und dem Sohn manchmal unterschiedlich zugeordnet werden oder fehlen und – wie bei Mehmed V. Reşad – ein kennzeichnender Zusatzname hinzu kommt. Außerdem enthalten manche Tughras graphisch bedingte Zusatzlinien. Selten setzte der Gestalter der Tughra seinen Namen hinzu.

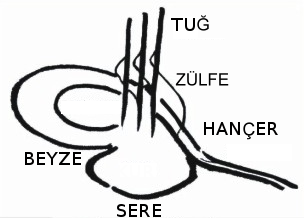
Klassifikation der Einzelteile

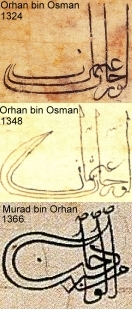
Entwicklung der Beyze

Klassifikation der Einzelteile einer Tughra (nach Paul Wittek – nicht alle diese Begriffe wurden in osmanischer Zeit auf die Tughra angewendet):
| - sere („Handfläche“), das eigentliche Emblem mit dem Namen - beyze („Ei, Oval“), die Schlaufen - tugh („Rossschweif“, wörtl. „Büschel“), die Senkrechten Stangen mit den zülfe („Locken“), den geschwungenen Rosshaaren - ḥançer (Dolch) oder ḳol (Arm), die langen Linien nach rechts |

Die Entwicklung der kalligraphischen Gestalt der osmanischen Tughra begann bereits mit den Tughras Orhan Ghazis und Murads I. (rechts). Ihr Vergleich zeigt die Herausbildung der später Beyze genannten ovalen Formen. Die arabischen Buchstaben Nūn krümmen sich immer mehr zur ovalen Beyze. Die senkrechten Linien der als „a“, „o“ und „u“ übertragenen Vokale (Alif) lassen sich ab 1348 umdeuten als Schäfte der Tugh, versehen mit den Zülfe der herabschwingenden Rosshaare.
Dass die Gestalt der Tughra der 1365 als Stempel gebrauchten, in Farbe getauchten Hand des angeblich schreibunkundigen Sultans Murad I. entstamme, entsprang einer wahrscheinlich in Ragusa (Dubrovnik) entstandenen Legende und konnte bisher nicht verifiziert werden.

## Funktion und Verwendung der osmanischen Tughra

### Tughras der Sultane auf Schriftstücken
Über die Verwendung der osmanischen Tughra weiß man durch viele erhalten gebliebene Schriftstücke gut Bescheid, im Gegensatz zur Verwendung ihrer möglichen Vorbilder, der oghusischen und seldschukischen Tughras und Siegel (damga), von denen nur sehr wenige erwähnt werden.

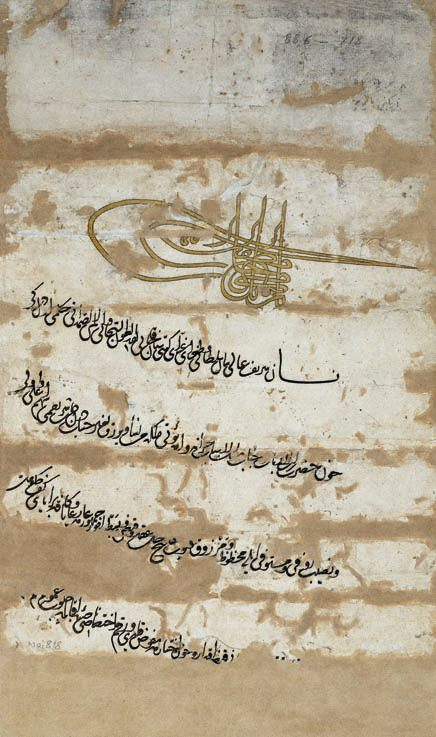
Ernennungsurkunde (berāt) ausgestellt von Bayezid II. (1486)

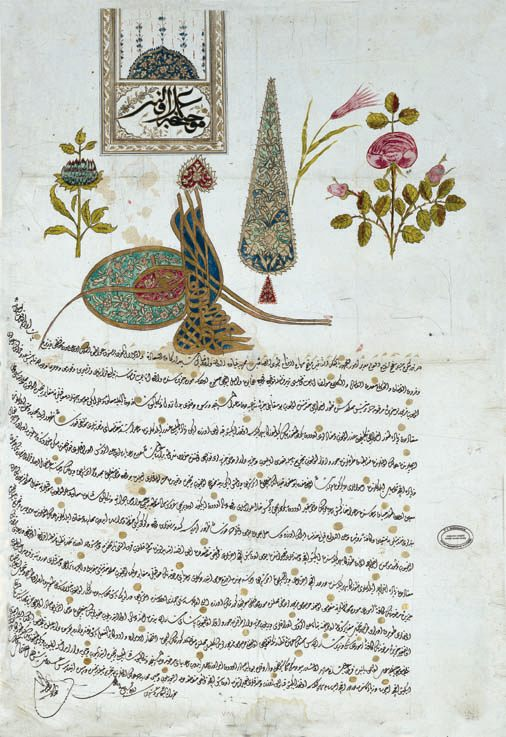
Fermān Sultan Mahmuds I., besonders reich illuminierte Tughra (1741)

Die osmanische Tughra war vornehmlich die stilisierte Handfeste (der offizielle, ursprünglich handschriftliche Namenszug) der osmanischen Sultane. Sie gab den imperialen Schreiben, einem Siegel gleich, Gültigkeit und beglaubigte sie. Die Tughras darauf wurden – je nach der Vorliebe des Sultans und seiner Zeit sowie nach der Bedeutung des Anlasses und des Adressaten – schlicht ausgeführt (links) oder mit kostbaren Farben geschrieben beziehungsweise gemalt und prächtig illuminiert (rechts).
Der gute Erhaltungszustand vieler Tughras kommt davon, dass deren Schriftstücke meist gerollt und manchmal gefaltet und in Seidenbeuteln oder Schatullen aufbewahrt wurden. Manche besonders reich illuminierte Stiftungsurkunden (vaḳfiye) wurden als Blattsammlungen oder gebunden von festen Einbänden geschützt.
In der Lebenszeit Sultan Süleymans I. wurden schätzungsweise 150.000 Schriftstücke verfertigt und nahezu immer, meist im Kopfteil mit seiner als Formel wie üblich gleich bleibenden Tughra versehen. Nur sehr wenige Tughras gelten als mechanisch vervielfältigt. Auf die imperiale Bedeutung der Tughra weist manchmal eine Bemerkung unter der Tughra hin: tevḳīʿ-i refiʿ-i hümāyūn („Die erhabene großherrliche Insignie“), nişān-ı şerīf-i ʿālī-şān-ı sulṭānī („Das edle hochvermögende sultanische Zeichen“), ṭuġra-yı ġarrā-yı sāmī-mekān-ı ḫāḳānī („Die in hohem Rang stehende erleuchtete Tughra des Großkhans“) oder ʿalāmet-i şerīfe („Das edle Zeichen“). Manches Schreiben trägt zudem den Zusatz ʿalāmet-i şerīfime iʿtimād ḳılasız („Möget ihr meinem imperialen Zeichen trauen“). Bei Erlassen, die an Adressaten in der Hauptstadt gerichtet waren, wurde die Tughra manchmal weggelassen.

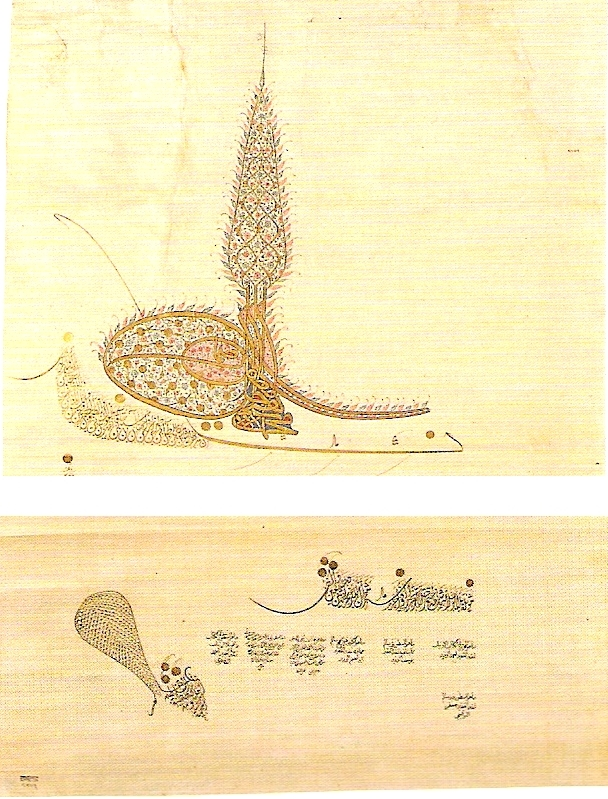
Tughra und Unterschrift (rechts unten) des Nişāncı Tevḳīʿi Cafer auf Ausschnitten aus einem Mülk-nāme des Sultans Mehmed IV. (1662)

Anlässe für imperiale Schreiben waren beispielsweise Stiftungen, Ernennungen, Beförderungen, diplomatische Botschaften, Beglaubigungen, die Übertragung von immobilem Eigentum, die Schlichtung von Streitigkeiten, also Erlasse aller Art. Die Schriftstücke wurden meist in unterschiedlich stark stilisiertem osmanischem Türkisch verfasst. Ausnahmen waren in arabischer Sprache formulierte Originale einiger Stiftungsurkunden und Schreiben an Arabisch sprechende Herrscher und Standespersonen sowie an die einheimischen Sandschakbeys der Arabisch sprechenden Provinzen.
Für die Applikation der Tughras führte der jeweilige Nişāncı die Verantwortung, der nach dem Aufstieg der Nişāncı zu Leitern der imperialen Kanzlei und Teilnehmern des Dīwāns laut einem Gesetz Mehmeds II. ein Gelehrter sein musste, möglichst ein Professor an einer Medrese. Er zeichnete die Tughra meist in seinem Büro oder im Dīwān oder ließ sie dort zeichnen. Er signierte auch oft die Fermāne, die eine Tughra trugen, als Zeuge. Es wird vermutet, dass er bei der Fülle der anfallenden Schreiben Hilfskräfte heranzog, die oft von hohem Rang waren. Gegen Ende des 18. Jahrhunderts konnte der Nişāncı das Anbringen der Tughras an einen eigens dazu angestellten Ṭuġrakeş (auch Ṭuġrāʾī, Ṭuġra-nüvīs oder Tevḳīʿi genannt) delegieren. Dieser oder der Nişāncı zog bei aufwendig zu gestaltenden Tughras einen Illuminator hinzu. Im Normalfall wurde die Tughra angebracht, wenn das Schriftstück im Endzustand fertig geschrieben war. Auf Veranlassung des Sultans konnte der Nişāncı aber auch leere Schreibbögen mit Tughras versehen, damit außerhalb der Hauptstadt rasch notwendig werdende Erlasse sofort auf den Weg gebracht werden konnten. Ein Beauftragter des Sultans, beispielsweise einer der Wesire, bekam dann die Vollmacht, einen Erlass direkt vor Ort abzufassen und unter die vorgefertigte Tughra schreiben zu lassen. Ähnlich verfuhr man, wenn der Sultan nicht in Istanbul weilte und Erlasse nötig wurden. Unbefugtes Schreiben oder Malen der Tughra konnte mit dem Tode bestraft werden.

### Tughras der Sultane an und in Gebäuden sowie auf Münzen und auf weiteren Gegenständen
Joseph von Hammer-Purgstall berichtete, er habe 1804 die „Tughra, d. i. den verschlungenen Namenszug Sultan Urchans, in Stein ausgehauen“ über dem Tor einer von „Urchan“ (Orhan Ghazi) errichteten, verfallenden Moschee in İznik gesehen, was heute allerdings nicht mehr verifiziert werden kann.
Sicher ist, dass Tughras vor allem ab dem 18. Jahrhundert als Symbol und Dekor an und in Gebäuden angebracht wurden. So wurde beispielsweise Sultan Mahmuds II. Tughra (siehe oben) zusammen mit einem Siegel des Königs Salomo an prominenter Stelle, nämlich über dem Miḥrāb der 1834 errichteten Yaschar-Mehmed-Pascha-Moschee in Pristina als Skulptur angebracht.

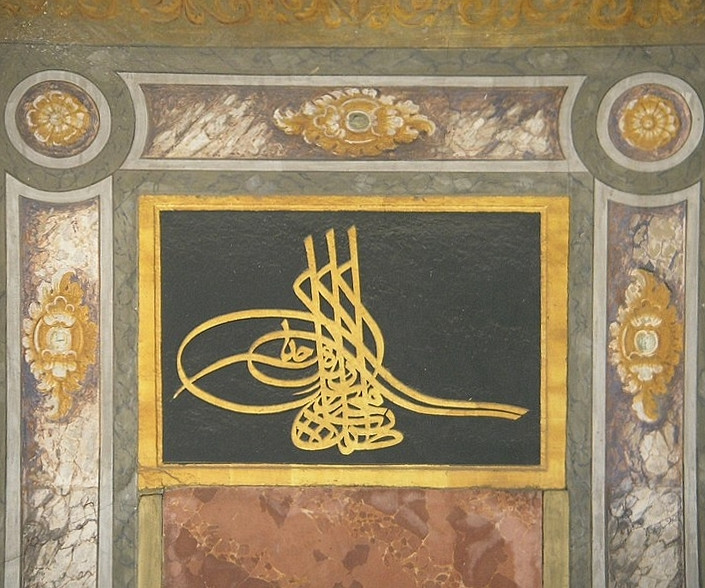
Tughra am Tor der Glückseligkeit

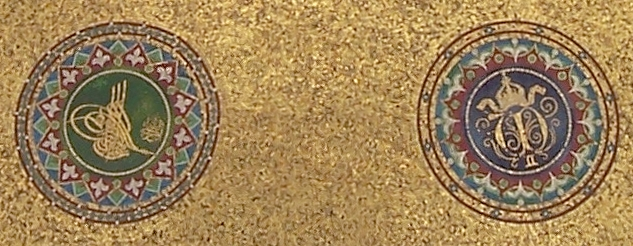
Tughra Abdülhamids II. und Monogramm Wilhelms II. in der Kuppel des Deutschen Brunnens in Istanbul (1900)

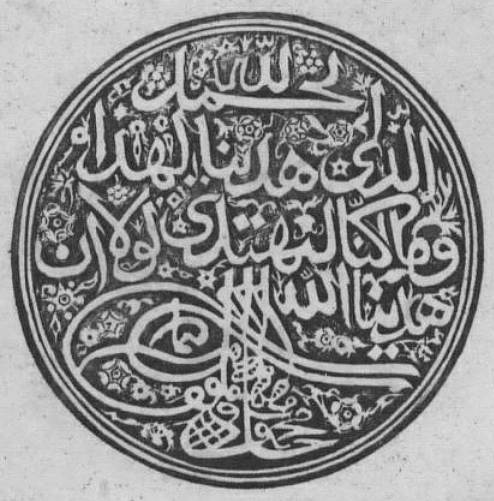
Bibliothekssiegel Mahmuds I.

In den neueren Bauphasen des Topkapi-Serails in Istanbul wurden verschiedentlich an und in Gebäuden Tughras als Schmuck und als imperiales Zeichen verwendet. Die Tughra rechts vom Eingang des im 18. Jahrhundert im Rokokostil umgestalteten „Tors der Glückseligkeit“ (Bāb-ı saʿādet) ist ein Beispiel dafür.
Abdülhamids II. Tughra findet sich am Deutschen Brunnen in Istanbul, den der deutschen Kaiser Wilhelm II. im Jahre 1900 errichten ließ. Medaillons, die im Inneren der Kuppel über den acht Säulenenden als Mosaiken eingearbeitet worden sind, zeigen abwechselnd die Tughra Abdülhamids II. und das Monogramm Wilhelms II.
Die frühesten, bekannten osmanischen Münzen mit Tughra stammen von Murad I. und von Emir Süleyman (bin Bayezid), der sich während des Interregnums (1402–1413) in Adrianopel zum Sultan ausrufen ließ und 1410 im Auftrag seines Bruders Musa erdrosselt wurde. Nach ihm ließen weitere Sultane ab und zu Münzen mit ihren Tughras versehen, vermehrt ab Mehmed II., regelmäßig ab Süleyman II. Um 1700 wurde eine Sorte osmanischer Golddukaten sogar „Tughrali“ genannt. Die Vorderseite (der Kopf) einer Münze wird im heutigen Türkisch, auch wenn sie keine Tughra mehr trägt, als „tura“ bezeichnet.
Auch Bibliothekssiegel, die von einem Sultan gespendeten Büchern und Schriften aufgedrückt wurden, enthalten eine Tughra. Sie fanden in Bibliotheken herrschaftlicher Stiftungen (Vakıflar) Verwendung. Ein Beispiel dafür ist das Bibliothekssiegel Mahmuds I., das außer der Tughra ein Koranzitat aus Sure 7:44 enthält.
Im Laufe der Jahrhunderte wurde eine Fülle amtlicher, halbamtlicher und privater Gegenstände mit der Tughra des jeweils herrschenden Sultans versehen, so beispielsweise Grabsteine, Orden, Flaggen, Briefmarken, Waffen, Schabracken und Gebrauchsgegenstände aus dem Haushalt des Sultans.

### Tughras und ähnliche Signaturen von Würdenträgern und Familienmitgliedern der Sultane

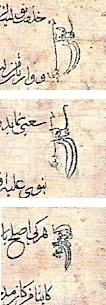
Handfesten der Söhne Orhan Ghazis (1324)

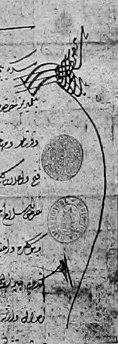
Handfeste Kara Mustafa Paschas (1683)

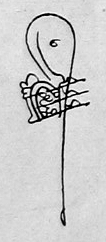
Handfeste Iskender Husein Paschas (1516)

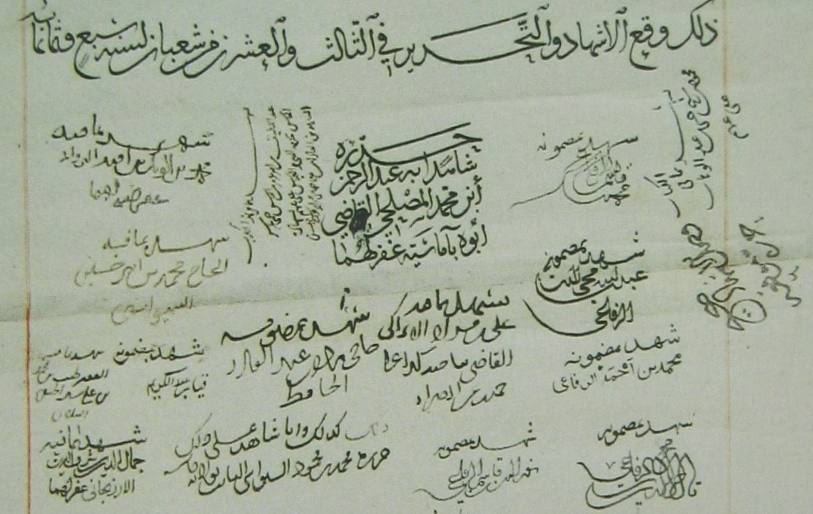
Unterschriften linear sowie im Typ von Pençe und Tughra (1404)

Die ältesten den Tughras ähnlichen, Pençe („Handfeste“) genannten osmanischen Signaturen befinden sich am Rand einer Vaḳfiye von 1324, die auch die früheste Tughra Orhan Ghazis trägt (siehe oben). Diese Pençe stammen von Orhans Söhnen Sultan b. Orhan, Süleyman b. Orhan und Ibrahim b. Orhan, die neben weiteren Personen als Zeugen fungierten.
Auch spätere Würdenträger wie Wesire und Sandschakbeys oder auch der Scheichülislam statteten ihre Schreiben mit einer Pençe aus. Meist wurde sie am Rand beigefügt und dabei um 90° gedreht.
Zunächst glichen die Pençe der Wesire mit Beyze, Ḥançer und der gelegentlichen Formel „muẓaffer dāʾimā“ den Sultanstughras (links). Sie erhielten dann aber im 17. Jahrhundert eine neue, standardisierte Form, auf der die Beyze fehlen und die sich damit signifikant von den Tughras der Sultane unterscheiden lassen. Diese neue Form ist zu sehen auf einem der berühmtesten Schreiben mit der Pençe eines osmanischen Würdenträgers, der Kapitulationsaufforderung des Großwesirs Kara Mustafa Pascha an die Wiener Obrigkeit während der Zweiten Wiener Türkenbelagerung 1683 (rechts, vgl. damit auch weiter unten die Tughra des krimtatarischen Khans Murad Giray).
Den Übergang von der linearen Unterschrift zur Pençe und Tughra vermitteln die Unterschriften der Zeugen auf einer Vaḳfiye von 1404 (rechts).
Eine Tughra mit imperialem Anspruch verwendete Cem, der Sohn Mehmeds II. als Sandschakbey von Karaman im Mai 1481, etwa zwei Wochen nach dem Tode seines Vaters, des Sultans Mehmed II. Die Tughra nennt ihn „Cem b. Meḥemmed Ḫān muẓaffer dāʾimā“. Sie befindet sich auf einem Fermān, in dem Cem die Kadis und Sandschakbeys der Nachbarprovinzen bittet, ihn zu unterstützen und ihm das – wie er versichert – ihm zustehende Geld von der letzten Steuererhebung seines Vaters zu übergeben. Das Geld brauchte er für den Kampf um die Herrschaft mit seinem Bruder Bayezid, der ihn allerdings besiegte und damit Sultan Bayezid II. wurde.
Auch einige weitere Sultanssöhne (Şehzāde), die einen Sandschak verwalteten, besaßen eigene Tughras. Belegt ist dies für Bayezids II. Söhne Şehin-şah, Ahmed, Alem-şah und Korkud sowie für Süleyman I. als Şehzāde und seine Söhne Mehmed und Bayezid. Süleymans Söhne beschäftigten sogar einen eigenen Nişāncı. Von Şehzāde Mehmed ist bekannt, dass er einen Prachtkodex aus seinem Besitz mit einem den Sultanstughras vergleichbaren Siegel kennzeichnete. Dieses Siegel war allerdings lediglich 22 mm breit.
Gegen Ende des 19. Jahrhunderts wurde es üblich, dass Sultanssöhne, Sultanstöchter und Prinzenmütter eigene tughraähnliche Insignien führten, die sie manchmal selbst entworfen hatten. Diese Insignien waren in ihrer Gestalt den Tughras der Sultane nachempfunden, spiegelten aber auch den Zeitgeschmack durch die Nähe zum Historismus (Verwendung alter arabischer Schriften wie Kufi) und zum europäischen Jugendstil. Sie fanden beispielsweise auf Briefumschlägen Verwendung.
Abdülmecid II. beanspruchte nach seiner Absetzung als Sultan und seiner Ernennung zum Kalifen von 1922 an bis zur Abschaffung des Kalifates im Jahre 1924 eine eigene Kalifen-Tughra.

## Gesetzliches Verbot der osmanischen Tughra

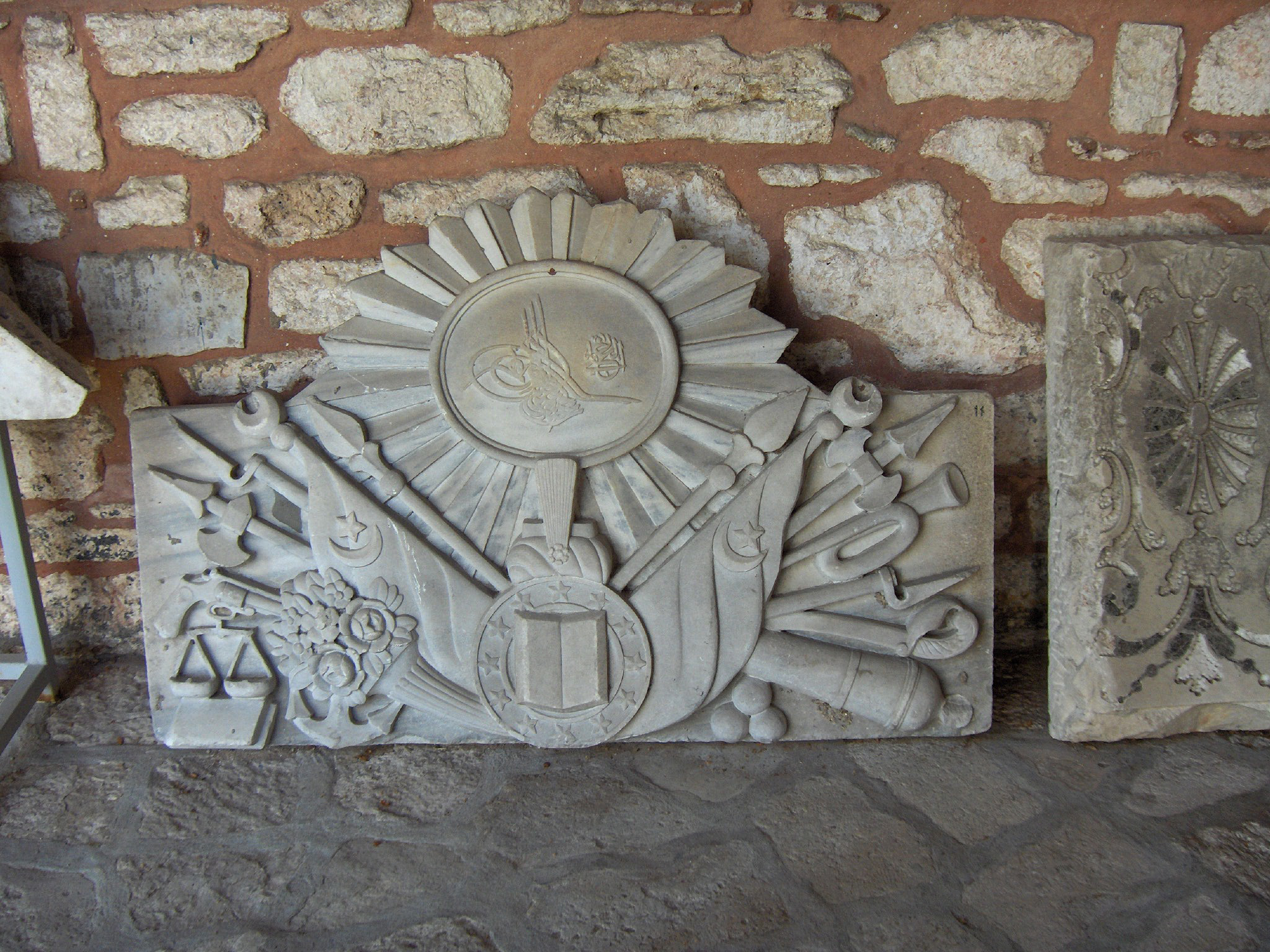
Wappen mit Tughra, von einem Gebäude entfernt und ins Topkapı-Museum verbracht

Mitte des Jahres 1927 wurde mit dem Gesetz Nr. 1057 die Entfernung von Tughras wie auch osmanischen Wappen und Inschriften an staatlich und öffentlich genutzten Gebäuden innerhalb der Republik Türkei angeordnet. Tughras von staatlichen und städtischen Gebäuden mussten in Museen untergebracht werden. Sollte bei der Demontage der künstlerische Wert in Gefahr sein, sollten die Tughras an Ort und Stelle verhüllt werden. Die Entscheidungsmacht über die jeweilige Vorgehensweise lag beim Kultusministerium. In diesem Gesetz ging es im Besonderen darum, diejenigen Tughras aus der Öffentlichkeit zu nehmen, die einst zur Repräsentation der osmanischen Herrschaft angebracht worden waren.
Da imperiale Gebäude wie beispielsweise das Topkapi-Serail oder die Türben der Herrscherfamilien in Museen umgewandelt wurden, waren die dortigen Tughras nicht gefährdet. Außerhalb der türkischen Republik konnten die Tughras im Bereich des ehemaligen Osmanischen Reiches teilweise überleben, so wie beispielsweise am Hafentor in Belgrad.

## Vorkommen der Tughra außerhalb des Osmanischen Reiches (Auswahl)

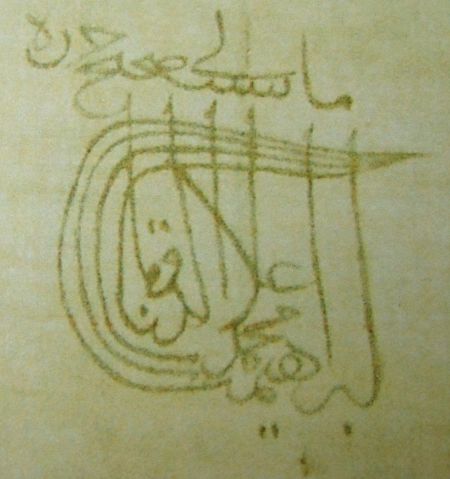
Tughra des Karamanoğlu Damad II. İbrahim Bey (1432)

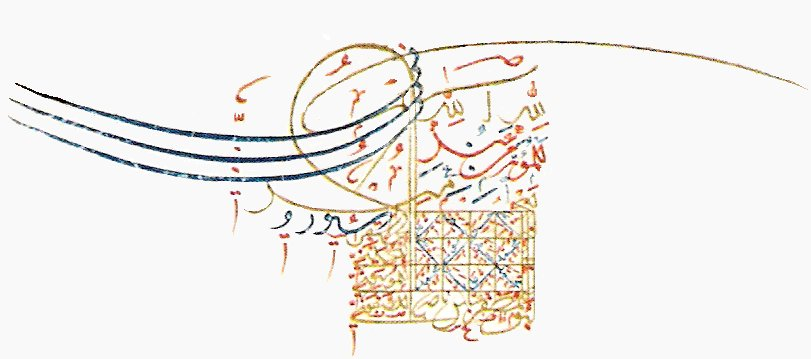
Safawidische Tughra des Schahs Abbas II. (1664)

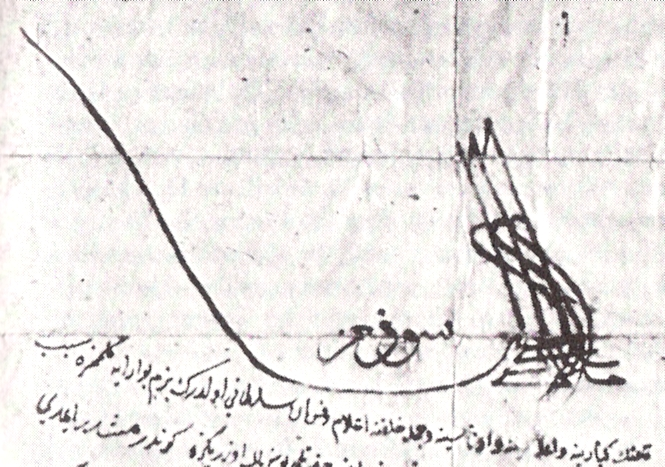
Tughra von Khan Murad Giray (1683)

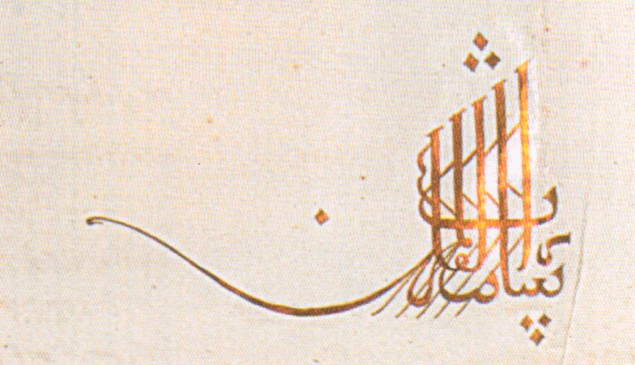
Russische Tughra (1695)

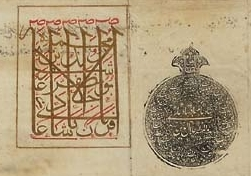
Mogulische Tughra (1776)

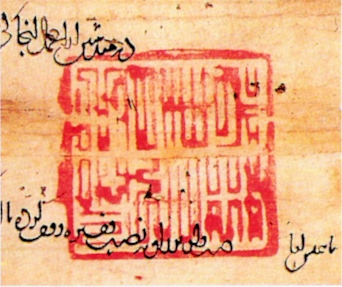
Mongolische Damga in einem Text der Ilchane (1292)

Tughras der rum-seldschukischen Sultane sind nicht überliefert. Lediglich eine Signatur des Sultans Kai Chosrau II., die eine vergleichbare, imperiale Funktion hatte, ist bekannt. Ihr Text, groß und in roten Buchstaben geschrieben, lautet schlicht „Sultan“.
Nach dem Niedergang der Seldschuken verwendeten die Herrscher der anatolischen Emirate (Beylik) und manchmal ihre Söhne ausgeprägte Tughras. Das gilt nicht nur für die frühen Osmanen, sondern auch für die Karamanoğulları, die Saruhanoğulları, die Candaroğulları und die Aydınoğulları. Ein Beispiel dafür ist die Tughra des Karamanoğlu Damad II. İbrahim Bey auf einer Stiftungsurkunde von 1432 (links). Außergewöhnlich sind die vier Beyze, sechs Tugh und die Namen von vier Generationen in der Sere. In manchen Beylik wurden auch Münzen mit Tughra geprägt.
Bei den ägyptischen Mamluken war eine im Schriftbild von der osmanischen abweichende Tughra im 14. und 15. Jahrhundert in Gebrauch. Der Schriftzug der Mamlukensultane war nicht wie bei den Osmanen in sich verschlungen, sondern folgte im Wesentlichen einer einzigen horizontalen Schriftlinie. Möglicherweise übernahmen die Mamluken damit den Gebrauch der Tughra bei den Seldschuken und der ʿalāma bei den fatimidischen Kalifen. Die horizontale Linie und die überhohen Schäfte der Buchstaben der mamlukischen Tughra finden sich beispielsweise wieder in späteren kalligraphischen Darstellungen des muslimischen Glaubensbekenntnisses.
Der Reisende Jean Chardin berichtete 1686 (deutsch 1687) von einer Tughra des safawidischen Schahs Abbas II. auf einem ihm überreichten Schutzbrief (ähnlich oben rechts):

„Die […] Figur wird Nichan genennet / ist soviel als das Kennzeichen und Unterschrift / […] / Der Secretarius und Geheimschreiber / so solche Patente zu fertigen und sich hernachmals zu unterschreiben pfleget / weiß die Züge so fein und klar zu machen / als wenn sie nach dem Lineal gezogen wären. Die ganze Über- und Unterschrift bestehet in bunten Buchstaben […]“

Außerdem wurde die Tughra ab dem späten 16. Jahrhundert, insbesondere im 17. Jahrhundert von den Ḫānen der Krimtataren als Emblem verwendet. Die Ḫāne, die in dieser Zeit dem Osmanischen Reich tributpflichtig waren, verwendeten in den meisten Fällen Tughras, die eher den Pençe der osmanischen Würdenträger glichen. Das zeigt besonders anschaulich die Tughra des Ḫāns Murad Giray (rechts oben) auf einem Befehlsschreiben von 1683 an die „Vornehmen, die Hohen und Niederen und die ganze Bevölkerung“ der Stadt und Festung Wiener Neustadt, in dem der Ḫān Geld, Pferde und Zobelpelze forderte. Seine Tughra und das Schreiben erinnern sehr an die Pençe und das Kapitulationsschreiben des Großwesirs Kara Mustafa Pascha von 1683 (siehe oben).
Die Eigenart der darunter abgebildeten russischen Tughra, die sich auf einem Freundschaftsschreiben Iwans V. und Peters des Großen von 1695 befindet, besteht darin, dass sie fünf Tugh anstelle der drei osmanischen besitzt (die auch als Alif beziehungsweise Lam dienen) und anstelle des Herrschernamens den Schriftzug «بعناية رب العالمين» („In der Obhut des Weltenherrschers“) trägt, der sich auf Gott bezieht (Sure 1).
Tughras wurden auch von den Moguln und den Paschtunen benutzt. Die abgebildete mogulische Tughra erinnert an die Stempel (damga oder al-tamgha) der Ilchane, die ihnen von Kublai Khan, dem mongolischen Herrscher der Yuan-Dynastie überlassen worden sind. In der Literatur werden diese als mögliche Vorbilder für osmanische Tughras genannt.
Im Übrigen fanden die verschiedenen Tughrastile in unterschiedlichen Zeiten, Räumen und Schriftarten Eingang in die fromme Kalligrafie zur Schreibung von Koranversen und anderen religiösen Texten; das Verbreitungsgebiet reichte insofern bis nach Bengalen.

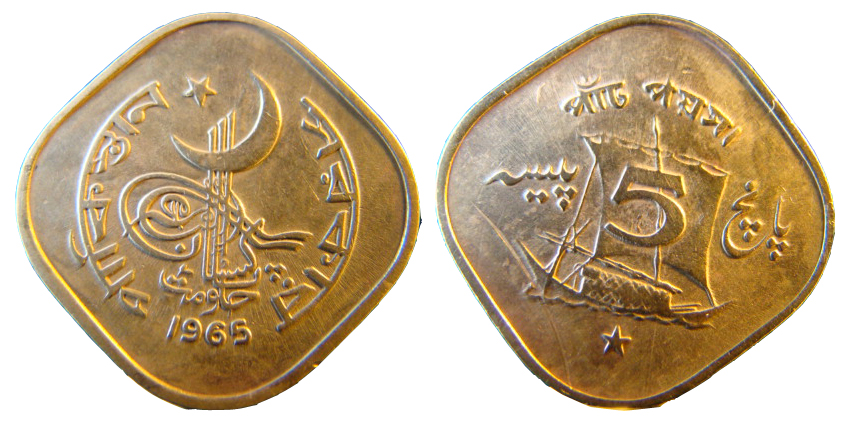
Pakistanische Münze mit Tughra

In einigen islamisch geprägten Ländern gab und gibt es Briefmarken und Münzen mit Staatsnamen im Tughrastil. Ein Beispiel dafür ist eine Münze aus Pakistan von 1965, also vor der Abtrennung Bangladeschs. Auf der Rückseite findet sich eine Tughra, in der die in Urdu geschriebenen Wörter پاکستان / Pākistān und حكومت / ḥukūmat / ‚Regierung‘ enthalten sind. Daneben sind die beiden Wörter auch in bengalischer Sprache und Schrift zu lesen.
In der neueren Kunst emanzipierte sich der Tughrastil und wurde zu einem gestalterischen Mittel für sehr unterschiedliche Inhalte und Aussagen. So befinden sich Tughras auch in Deutschland in einigen Moscheen, etwa im Foyer und im Gebetsraum der Moschee des Islamischen Forums Penzberg.